# Массикотт, Эдуар Зотик
Эдуар Зотик Массикотт (фр. Édouard-Zotique Massicotte; 24 декабря 1867, Сент-Кюнегонд, ныне в составе Монреаля — 8 ноября 1947, Монреаль) — канадский фольклорист, историк, краевед и журналист. Брат Эдмона Жозефа Массикотта.
Изучал право, с 1895 года практиковал как юрист, c 1896 года редактировал периодическое издание «Le droit civil canadien résumé en tableaux synoptiques», в 1911 году возглавил архивное управление Монреальского судебного округа. Одновременно выступал в печати как поэт и журналист, в 1895 году стал одним из учредителей Монреальской литературной школы (фр. École littéraire de Montréal).
Наибольшую известность получил как фольклорист, собрав более 5000 народных песен и стихотворений, бытовавших на рубеже XIX—XX вв. в Квебеке. Опубликовал двухтомное исследование «Оружие французской Канады» (фр. Armorial du Canada français; 1915—1918, в соавторстве с Режисом Руа), развёрнутые статьи о квебекской мебели, истории квебекских кафе и ресторанов, различных региональных художниках. Собиравшаяся Массикоттом на протяжении полувека коллекция рисованных и фотографических изображений Монреаля (около 6000 единиц) вошли в собрание Национальной библиотеки Квебека.
В 1920 году избран в состав Королевского общества Канады. Почётный доктор Монреальского университета (1936).